# Pinus massoniana
Cet article concerne Pinus massoniana D.Don in Lamb., 1803. Pour Pinus massoniana Siebold & Zucc., 1842, voir Pinus thunbergii.
Espèce
Statut de conservation UICN

 LC  : Préoccupation mineure
Pinus massoniana est une espèce de conifères de la famille des Pinaceae.

## Répartition

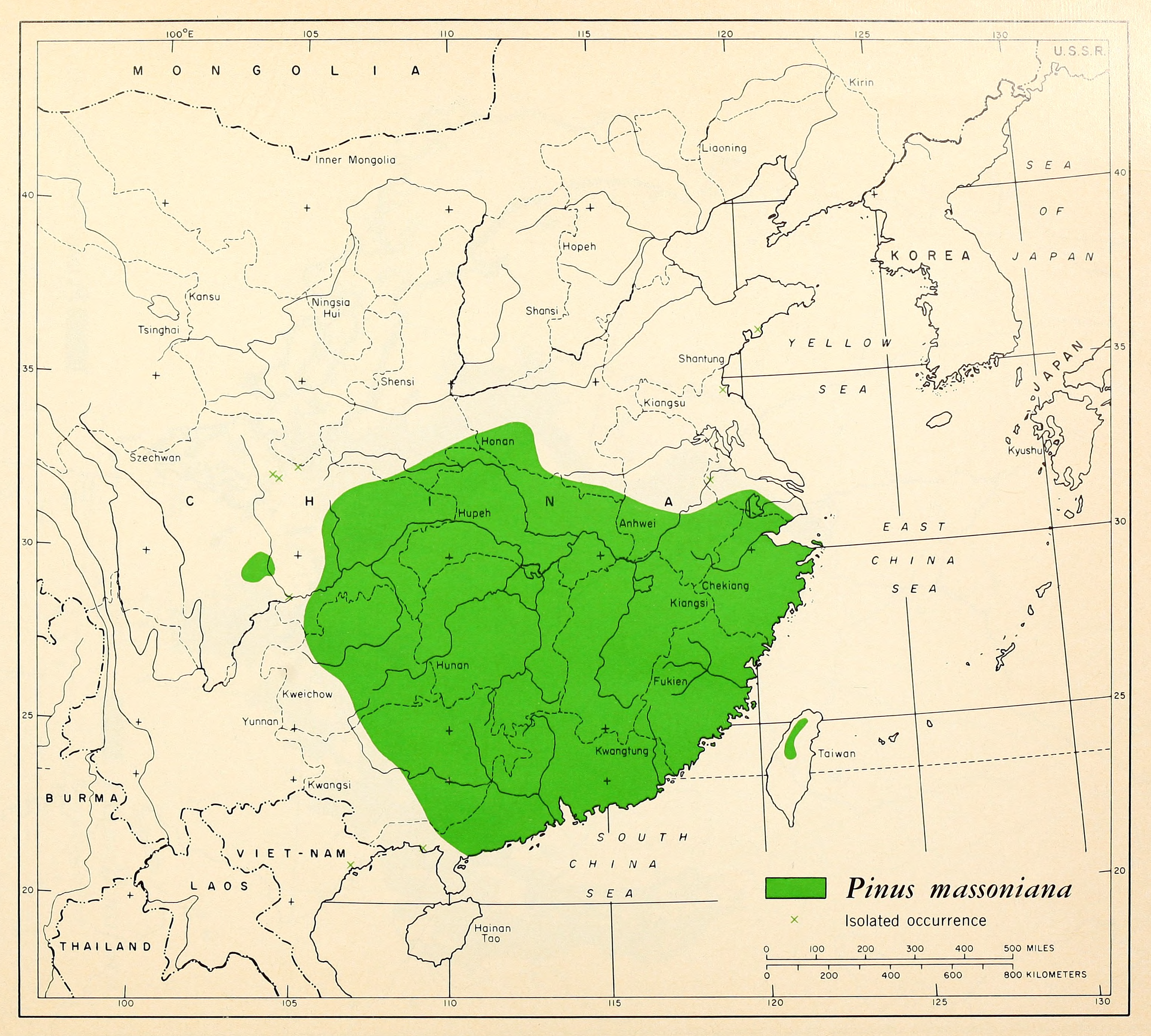
Carte de répartition de Pinus massoniana.

Pinus massoniana se trouve en Chine. 

## Liste des variétés
Selon Catalogue of Life (7 août 2014) et World Checklist of Selected Plant Families (WCSP) (7 août 2014) :
- variété Pinus massoniana var. hainanensis W.C.Cheng & L.K.Fu (1975)
- variété Pinus massoniana var. massoniana

Selon The Plant List (7 août 2014) :
- variété Pinus massoniana var. hainanensis W.C.Cheng & L.K.Fu

Selon Tropicos (7 août 2014) (Attention liste brute contenant possiblement des synonymes) :
- variété Pinus massoniana var. hainanensis W.C. Cheng & L.K. Fu
- variété Pinus massoniana var. henryi (Mast.) C.L. Wu
- variété Pinus massoniana var. massoniana
- variété Pinus massoniana var. planiceps A. Murray bis ex Mast.
- variété Pinus massoniana var. shaxianensis D.X. Zhou
- variété Pinus massoniana var. wulingensis C.J. Qi & Q.Z. Lin